# 곽혜비 (명 태조)
혜비 곽씨(惠妃 郭氏, ? ~ ?)는 명 태조 주원장(홍무제)의 후궁으로, 명 태조의 장인이자 주군이었던 군벌 곽자흥과 그의 후처 장씨(張氏)의 외동딸이다.

## 행적
아버지 곽자흥의 세 아들들이 모두 차례로 비명에 죽어, 곽자흥의 친자녀들 가운데 유일하게 살아남았다. 이후 아버지의 세력을 이어받은 의붓형부 주원장을 섬겼다.
홍무 원년 1월 4일(1368년 1월 23일), 주원장은 명나라를 세우고 황제가 되었다(명 태조). 2년 후인 홍무 3년 5월 7일(1370년 6월 1일), 명 태조는 곽씨를 혜비(惠妃)에 책봉하였다.
홍무 4년 3월 18일(1371년 4월 4일), 곽혜비는 첫 번째 아들인 명 태조의 11남 주춘을 낳았다.
홍무 7년 7월 18일(1374년 8월 25일), 곽혜비는 두 번째 아들인 명 태조의 13남 주계를 낳았다.
홍무 9년(1376년), 곽혜비는 첫 번째 딸인 명 태조의 12녀 영가공주를 낳았다. 그러나 구체적인 일자는 알 수 없다.
홍무 12년 4월 14일(1379년 4월 30일), 곽혜비는 세 번째 아들인 명 태조의 19남 주혜를 낳았다.
곽혜비는 그 밖에 두 번째 딸인 명 태조의 15녀 여양공주를 낳았다. 그러나 구체적인 시기는 알 수 없다.
이후의 행적과 몰년은 알 수 없다.

## 일화
어떤 사람이 곽자흥 집안의 관상을 보고서 곽자흥에게 이렇게 말하였다.
| “ | 댁의 따님은 반드시 대단히 높은 지위에 오르게 될 것입니다. | ” |

이 말을 들은 곽자흥은 처음에는 불쾌하게 여겼으나, 결국 그의 사후 주원장이 황제의 자리에 오르고 곽씨가 혜비가 되면서, 이 말은 들어맞았다.

## 가계
- 아버지 : 곽자흥
- 어머니 : 장씨(張氏, ? ~ ?) - 곽자흥의 후처.[1] 일명 작은 장부인(小張夫人).[2] 주원장이 명나라를 세운 후 부인에 추증하였다.[4]
  - 남매 : 곽모(郭某, ? ~ 1355년 이전[1])[2] - 이름 미상. 곽자흥 생전에 전사하였다.[1][2]
  - 남매 : 곽천서(郭天敍, ? ~ 1355년[1])[2]
  - 남매 : 곽천작(郭天爵, ? ~ 1358년[1])[2]
  - 본인 : 혜비 곽씨
  - 남편 : 명 태조 주원장(홍무제)
    - 아들 : 촉헌왕 주춘[2][3]
    - 아들 : 예왕 → 대간왕 주계[2][3]
    - 아들 : 곡왕 주혜[2][3]
    - 딸 : 영가공주[3][12]
    - 딸 : 여양공주[3][12]

  - 의붓자매 : 효자고황후 마씨 - 곽자흥의 양녀
- 외숙 : 장천우(張天祐, ? ~ 1355년[1])[2]

## 출전
1. 1 2 3 4 5 6 7  (청) 하섭(夏燮), 《명통감(明通鑑)》, 권1 전편(前編) 제1
2. 1 2 3 4 5 6 7 8 9 10 11 12  (청) 장정옥 외, 《명사》, 권122 열전 제10 중 곽자흥
3. 1 2 3 4 5 6 7 8 9 10 11  (청) 모기령(毛奇齡), 《승조동사습유기(勝朝彤史拾遺記))》, 권1 중 태조조(太祖朝) 홍무(洪武)
4. 1 2  《명태조실록》 제2권, 을미세(乙未歲, 1355) 1월 24일(신사) 3번째 기사
5. 1 2 3 4 5  중앙연구원 음양력 변환기
6. ↑  《명태조실록》 제29권, 홍무 원년(1368) 1월 4일(을해) 1번째 기사
7. ↑  《명태조실록》 제52권, 홍무 3년(1370) 5월 7일(을미) 1번째 기사
8. ↑  《명태조실록》 제62권, 홍무 4년(1371) 3월 18일(임인) 1번째 기사
9. ↑  《명태종실록》 제257권, 영락 21년(1423) 3월 27일(무신) 1번째 기사
10. ↑  《명태조실록》 제91권, 홍무 7년(1374) 7월 18일(신사) 1번째 기사
11. ↑  《명실록》 영종 제148권, 정통 11년(1446) 12월 12일(을사) 1번째 기사
12. 1 2 3 4  (청) 장정옥 외, 《명사》, 권121 열전 제9 공주 중 태조의 열 여섯 딸
13. ↑  《명실록》영종 제258권, 경태 6년(1455) 9월 2일(갑술) 3번째 기사
14. ↑  《명태조실록》 제124권, 홍무 12년(1374) 4월 14일(경술) 1번째 기사